# Hàu đá Sydney
Hàu đá Sydney (Danh pháp khoa học: Saccostrea glomerata) hay còn gọi là hàu đá New Zealand hay là hàu tròn là một loại hàu trong họ Ostreidae. Đây là loài có giá trị kinh tế và được nuôi nhiều ở nước Úc. Sydney nổi tiếng với hải sản và hàu đá Sydney rất nổi tiếng trên thế giới. Hàu cùng với tôm là mặt hàng hải sản thống lĩnh thị trường Chợ cá Sydney. Trong thời gian cao điểm lượng hàu bán ra là 840 ngàn con, tức 390 con cho mỗi phút. Trong nhà hàng, một nhân viên liên tục dùng dụng cụ tách vỏ hàu đá vớt từ vịnh Coffin còn tươi rói để kịp bán cho những người khách xếp hàng chờ đến lượt, một tá (12 con) hàu giá 13,9 đôla Úc, chúng được chế biến thành món hàu sống với chanh.

## Nuôi hàu
Hiện nay, Úc đang nghiên cứu chế biến hàu thế hệ mới với phẩm chất béo hơn, nuôi nhanh hơn và khỏe mạnh hơn. Khi tìm cách làm cho loại Hàu Đá Sydney trở thành chủng loại phát triển béo hơn và nuôi nhanh hơn, phát hiện ra một chủng miễn dịch với các QX và bệnh Winter Mortality (Chết vào Mùa Đông) giúp hàu khỏe mạnh hơn. Bệnh QX có nguồn gốc từ Queensland đã giết hại rất nhiều hàu ở miền Bắc tiểu bang New South Wales, trong khi bệnh Winter Mortality ảnh hưởng tới giống hàu sống trong khu vực nước lạnh của tiểu bang này. Bệnh QX và bệnh Winter Mortality có mặt tại vùng nước ở các cửa sông, nơi chương trình nuôi hàu đang được tiến hành.
Khi người ta lựa chọn những con hàu to lớn hơn thì cũng chính là lúc họ lựa những còn hàu còn sống sót sau khi bị bệnh Q X và bệnh Winter Mortality tấn công. Vì vậy các con hàu nào có khả năng kháng bệnh cũng chính là những con hàu được phát triển để trở thành loại hàu mới, có khả năng kháng bệnh tốt, lớn nhanh hơn và mập hơn. Giống hàu mới chỉ cần mất 1 năm rưỡi là có thể tung ra thị trường trong khi giống cũ phải mất tới 3 năm rưỡi, tùy thuộc vào điều kiện ở các cửa sông, đôi khi nguồn thực phẩm cho hàu ở đó rất dồi dào, nhiệt độ nước cao hơn những năm trước một chút. Những con hàu giống mới đang được nuôi tại 5 cửa sông khác nhau ở tiểu bang New South Wales để chuẩn bị tung ra bán cho các trại ươm hào và giới chăn nuôi hàu. 